# Molop
Molop ist ein osttimoresischer Suco im Verwaltungsamt Bobonaro (Gemeinde Bobonaro).

## Geographie

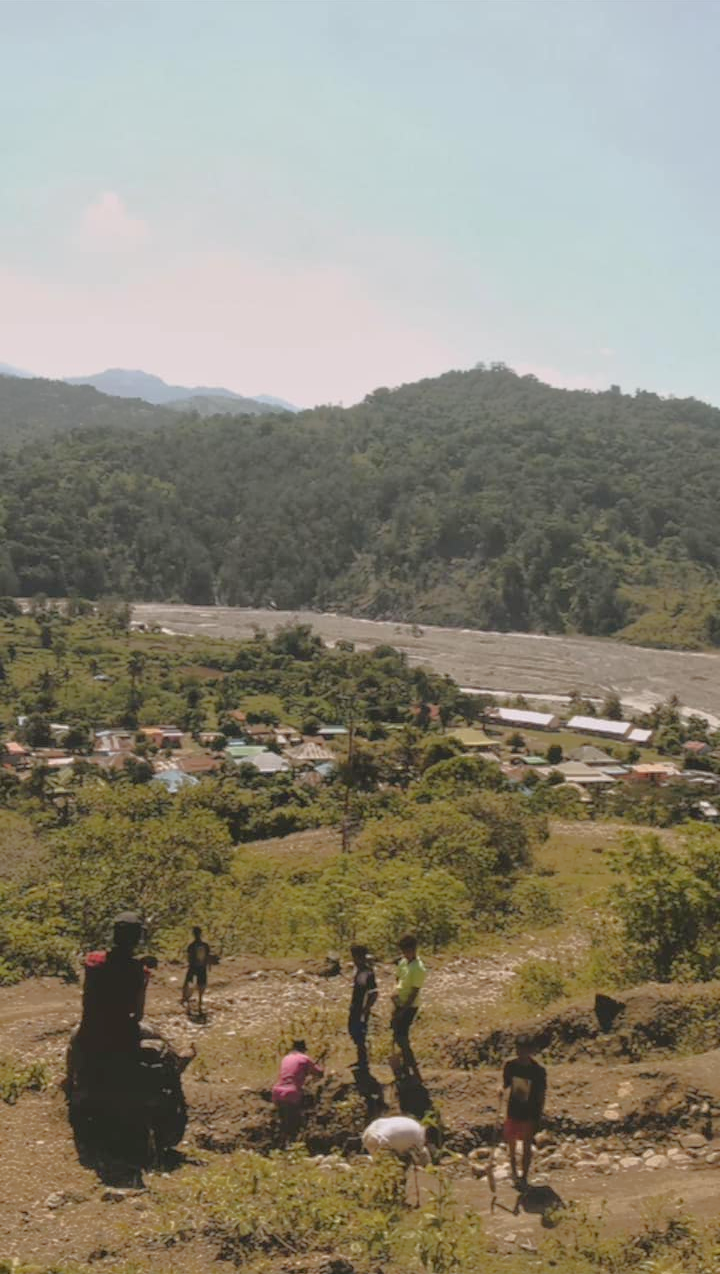
In der Aldeia Anapal

Molop liegt im Südosten des Verwaltungsamts Bobonaro. Nordwestlich befindet sich der Suco Leber und nördlich die Sucos Sibuni und Lour. Im Südwesten grenzt Molop an den Suco Guda (Verwaltungsamt Lolotoe), im Süden an den Suco Beco (Verwaltungsamt Suai), im Osten an den Suco Fatuleto und im Nordosten an den Suco Lour (beide Verwaltungsamt Zumalai). Die Grenze zu Lour (Bobonaro) und dem Verwaltungsamt Zumalai bildet der Fluss Loumea. In ihn mündet der Pa, der aus dem Westen kommend Molop einmal der Länge nach durchquert.
Molop hat eine Fläche von 23,47 km² und teilt sich in die vier Aldeias Anapal, Lonlolo (Lon Lolo), Molop Taz und Omelai.
Molop liegt im Zentrum des Sucos, am Südufer des Flusses Pa. Hier gibt es einen Hubschrauberlandeplatz für Notfälle und eine Grundschule, die Escola Primaria Molop.
Hauptort ist Lonlolo, am Nordufer des Pa. Am Südufer befinden sich die Dörfer Bo’o und Pieguda. Südlich des Pas verläuft auf einem Bergrücken eine kleine Straße an der die Orte Ilhago, Omelai und am Loumea das Dorf Anapal liegen. Im Nordwesten befinden sich das Dorf Molop Taz und südlich davon der kleine Ort Gill.

## Einwohner
Im Suco leben 1.276 Einwohner (2022), davon sind 614 Männer und 662 Frauen. Im Suco gibt es 289 Haushalte. Über 95 % der Einwohner geben Bunak als ihre Muttersprache an. Eine kleine Minderheit spricht Tetum Prasa.

Osterprozession in Anapal
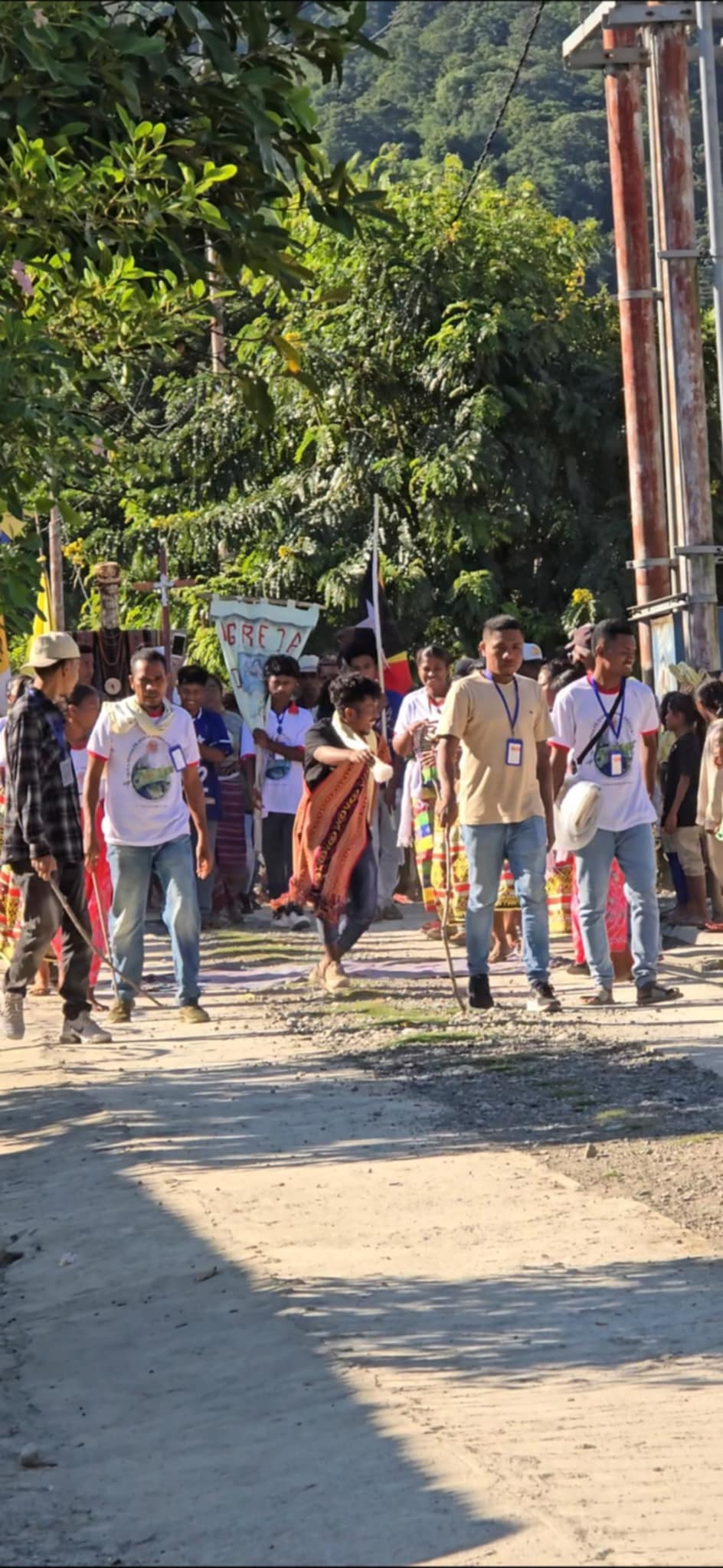
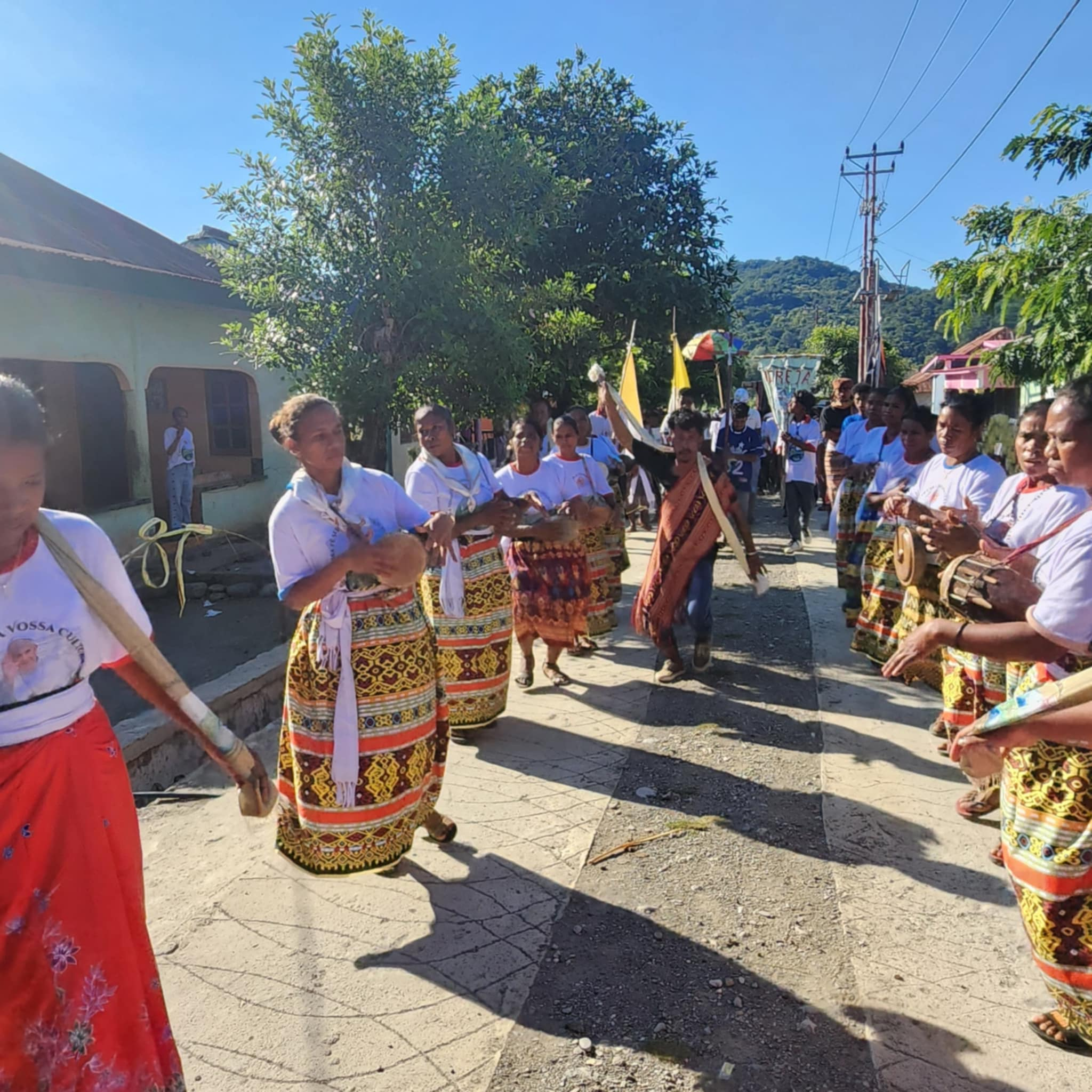
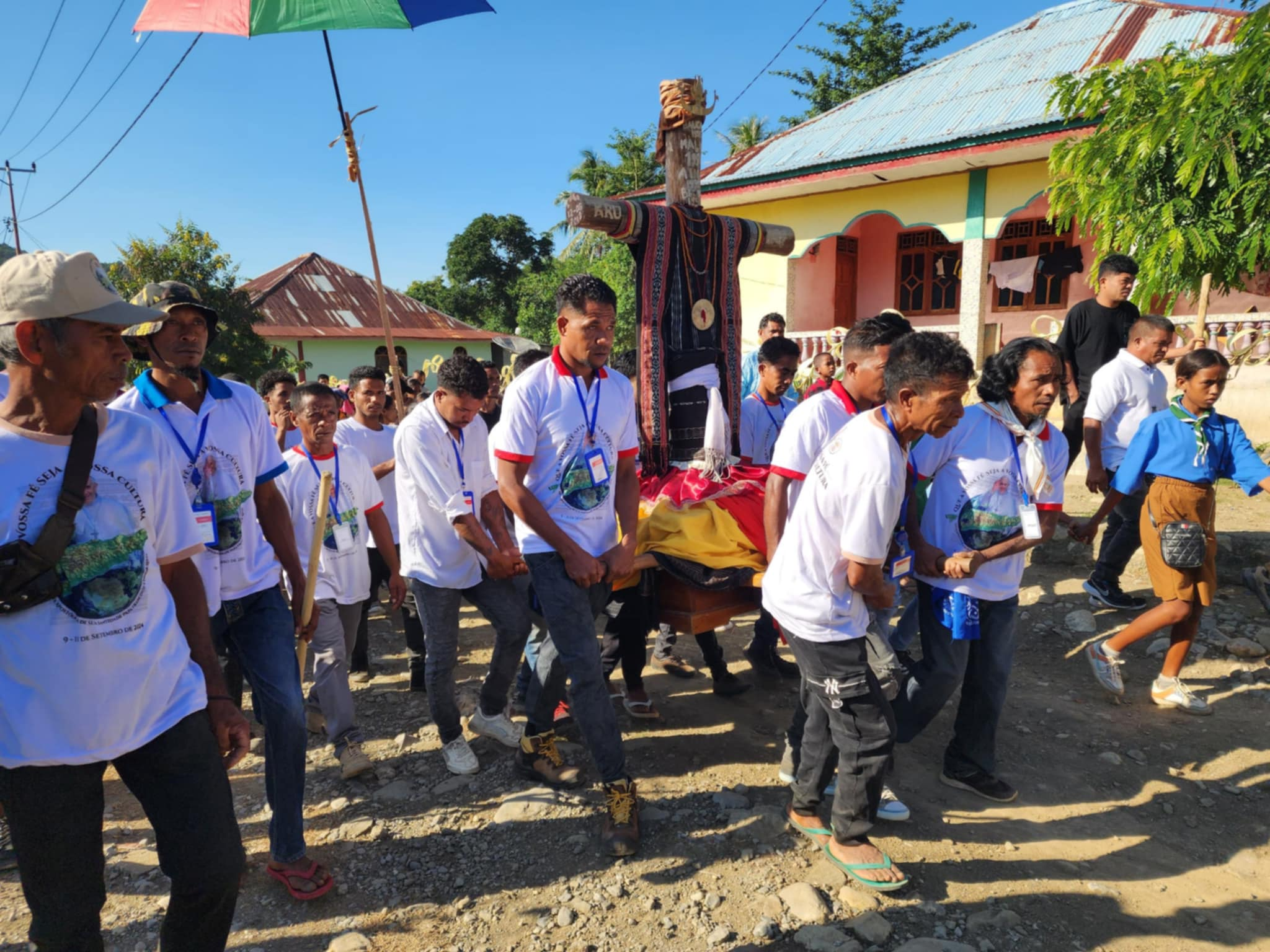
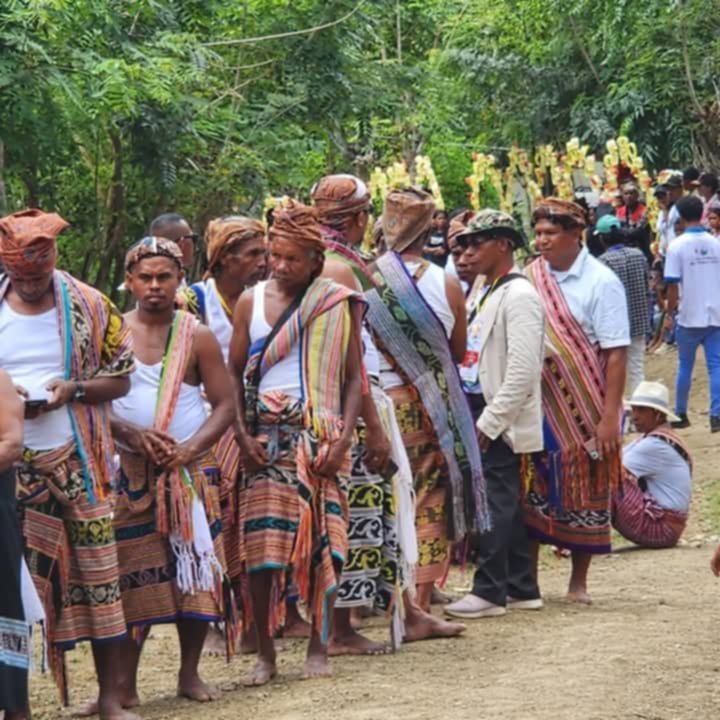

## Politik
Bei den Wahlen von 2004/2005 wurde Cerilo de Jesus Amaral zum Chefe de Suco gewählt und 2009 in seinem Amt bestätigt. Bei den Wahlen 2016 gewann Manuel Moniz de Jesus und 2023 Antonio Maia.